# Acacia kingiana
Acacia kingiana ist eine höchstwahrscheinlich ausgestorbene, australische Pflanzenart aus der Gattung der Akazien (Acacia) in der Familie der Hülsenfrüchtler (Fabaceae). Sie wurde 1928 von Joseph Henry Maiden und William Faris Blakely wissenschaftlich beschrieben. 

## Beschreibung und Lebensraum
Acacia kingiana war ein buschiger Strauch, der Wuchshöhen von 2 bis 3 Metern erreichte. Er hatte kleine, feinfilzig behaarte Zweige. Die unsymmetrisch schmal länglich bis schmal elliptisch verkehrtlanzettlichen Phyllodien waren zehn Millimeter lang und zwei bis drei Millimeter breit. 
30 bis 40 Einzelblüten bildeten zusammen einen traubigen Blütenstand. Die 4 Millimeter langen Blütenstiele wiesen eine feinfilzige Behaarung auf. Die kleinen Blüten waren goldgelb. Die Blütezeit dauerte von August bis September.
Der Lebensraum umfasste Kiesböden.

## Status
Acacia kingiana ist nur durch das Typusexemplar bekannt, das im September 1923 in der Region des Avon Wheatbelt nordöstlich von Wagin im südwestlichen Western Australia gesammelt wurde. Seither wurde diese Pflanzenart nicht mehr nachgewiesen und ist sowohl im westaustralischen Wildlife Conservation Act von 1950 als auch im australischen Environment Protection and Biodiversity Conservation Act von 1999 als ausgestorbene Art gelistet.